# Persone di nome Romeo
| Questa pagina contiene informazioni ricavate automaticamente dalle voci biografiche con l'ausilio del template Bio e di un bot. L'aggiornamento è periodico e automatico e ricostruisce completamente la pagina. Se manca una persona in questa lista, sei pregato di non aggiungerla, ma accertati piuttosto che la sua voce biografica contenga il template Bio e che i dati anagrafici siano correttamente compilati. Se il template Bio manca, inseriscilo tu stesso o, in alternativa, metti l'avviso {{tmp\|Bio}} che ne segnala la mancanza. Se i dati riportati sono sbagliati, correggi direttamente la voce biografica; le modifiche saranno visibili in questa lista entro pochi giorni. Per chiarimenti vedi il progetto antroponimi. La lista contiene solo le 69 persone che sono citate nell'enciclopedia e per le quali è stato implementato correttamente il template Bio. Pagina aggiornata al 22 lug 2025. |

Questa è una lista di persone presenti nell'enciclopedia che hanno il nome Romeo, suddivise per attività principale.

## Allenatori di calcio(2)
- Romeo Jozak, allenatore di calcio e dirigente sportivo croato (Fiume, n. 1972)
- Romeo Surdu, allenatore di calcio e ex calciatore rumeno (Brașov, n. 1984)

## Allenatori di football americano(1)
- Romeo Crennel, allenatore di football americano statunitense (Lynchburg, n. 1947)

## Ammiragli(2)
- Romeo Bernotti, ammiraglio e politico italiano (Marciana Marina, n. 1877 - Roma, † 1974)
- Romeo Oliva, ammiraglio italiano (Vallo della Lucania, n. 1889 - Roma, † 1975)

## Arbitri di calcio(1)
- Romeo Paparesta, ex arbitro di calcio italiano (Bari, n. 1944)

## Architetti(1)
- Romeo Depaoli, architetto italiano (Trieste, n. 1876 - Trieste, † 1916)

## Arcivescovi cattolici(1)
- Romeo Panciroli, arcivescovo cattolico italiano (Codemondo, n. 1923 - Roma, † 2006)

## Artisti(1)
- Romeo Musa, artista italiano (Bedonia, n. 1882 - Milano, † 1960)

## Attivisti(1)
- Romeo Frezzi, attivista italiano (Jesi, n. 1867 - Roma, † 1897)

## Attori(2)
- Romeo Bosetti, attore, regista e sceneggiatore italiano (Chiari, n. 1879 - Suresnes, † 1948)
- John Arcilla, attore filippino (Iloilo, n. 1966)

## Calciatori(11)
- Romeo Benetti, ex calciatore e allenatore di calcio italiano (Albaredo d'Adige, n. 1945)
- Romeo Fernandes, calciatore indiano (Assolna, n. 1992)
- Romeo Haxhiaj, ex calciatore albanese (Fier, n. 1966)
- Romeo Menti, calciatore italiano (Vicenza, n. 1919 - Superga, † 1949)
- Romeo Mitrović, ex calciatore bosniaco (Tuzla, n. 1979)
- Romeo Papini, ex calciatore italiano (Roma, n. 1983)
- Romeo Parkes, ex calciatore giamaicano (Port Maria, n. 1990)
- Romeo Rossi, calciatore italiano (Castello d'Argile, n. 1916 - Budrio, † 1995)
- Romeo Vermant, calciatore belga (Gelsenkirchen, n. 2004)
- Romeo Vučić, calciatore austriaco (Vienna, n. 2003)
- Romeo Zondervan, ex calciatore olandese (Paramaribo, n. 1959)

## Cestisti(4)
- Romeo Langford, cestista statunitense (New Albany, n. 1999)
- Romeo Romanutti, cestista italiano (Spalato, n. 1926 - Ivrea, † 2007)
- Romeo Sacchetti, ex cestista e allenatore di pallacanestro italiano (Altamura, n. 1953)
- Romeo Travis, ex cestista statunitense (Akron, n. 1984)

## Ciclisti su strada(2)
- Romeo Rossi, ciclista su strada italiano (Naters, n. 1912)
- Romeo Venturelli, ciclista su strada italiano (Sassostorno di Lama Mocogno, n. 1938 - Pavullo nel Frignano, † 2011)

## Circensi(1)
- Romeo Bisini, circense e direttore artistico italiano (Roma)

## Critici d'arte(1)
- Romeo Martinez, critico d'arte spagnolo (n. 1911 - Parigi, † 1990)

## Dirigenti sportivi(1)
- Romeo Anconetani, dirigente sportivo, giornalista e imprenditore italiano (Trieste, n. 1922 - Pisa, † 1999)

## Fumettisti(1)
- Romeo Toffanetti, fumettista italiano (Buenos Aires, n. 1963)

## Funzionari(1)
- Romeo Dalla Chiesa, funzionario italiano (Livorno, n. 1924 - Roma, † 2006)

## Giocatori di football americano(2)
- Romeo Doubs, giocatore di football americano statunitense (Los Angeles, n. 2000)
- Romeo Okwara, ex giocatore di football americano nigeriano (Lagos, n. 1995)

## Giornalisti(2)
- Romeo Carugati, giornalista, librettista e critico teatrale italiano (Verona, n. 1861 - † 1911)
- Romeo Giovannini, giornalista, scrittore e critico letterario italiano (Lucca, n. 1913 - Mortara, † 2005)

## Hockeisti su ghiaccio(2)
- Romeo Rivers, hockeista su ghiaccio canadese (Springfield, n. 1907 - Winnipeg, † 1986)
- Romeo Tigliani, hockeista su ghiaccio italiano (Bolzano, n. 1946 - Varese, † 2018)

## Hockeisti su pista(1)
- Romeo D'Anna, hockeista su pista italiano (Pietrasanta, n. 1992)

## Liutai(1)
- Romeo Antoniazzi, liutaio italiano (Cremona, n. 1862 - Milano, † 1925)

## Lunghisti(1)
- Romeo N'tia, lunghista e triplista beninese (n. 1995)

## Maratoneti(1)
- Romeo Bertini, maratoneta e mezzofondista italiano (Gessate, n. 1893 - Milano, † 1973)

## Militari(4)
- Romeo Orsi, militare italiano (Monaco, n. 1887 - Sidi Garbàa, † 1913)
- Romeo Rodriguez Pereira, militare italiano (Napoli, n. 1918 - Roma, † 1944)
- Romeo Romei, ufficiale italiano (Castelnuovo di Cattaro, n. 1906 - Basso Tirreno, † 1941)
- Romeo Sartori, militare e aviatore italiano (Canove, n. 1897 - Lago di Varese, † 1933)

## Patrioti(3)
- Romeo Battistig, patriota italiano (Venezia, n. 1866 - Sagrado, † 1915)
- Romeo Bozzetti, patriota, generale e giornalista italiano (Castelverde, n. 1835 - † 1907)
- Romeo Turola, patriota e militare italiano (Badia Polesine, n. 1832 - Badia Polesine, † 1876)

## Pittori(2)
- Romeo Bonomelli, pittore italiano (Bergamo, n. 1871 - Bergamo, † 1943)
- Romeo Mancini, pittore e scultore italiano (Perugia, n. 1917 - Perugia, † 2003)

## Politici(5)
- Romeo Campanini, politico e sindacalista italiano (San Secondo Parmense, n. 1887 - Milano, † 1956)
- Romeo Gallenga Stuart, politico e dirigente sportivo italiano (Roma, n. 1879 - Roma, † 1938)
- Romeo Morri, politico sammarinese (Città di San Marino, n. 1952 - Città di San Marino, † 2022)
- Romeo Ricciuti, politico italiano (Giuliano Teatino, n. 1930 - L'Aquila, † 2024)
- Romeo di Villanova, politico francese (n. 1170 - † 1250)

## Procuratori sportivi(1)
- Romeo Castelen, procuratore sportivo e ex calciatore olandese (Paramaribo, n. 1983)

## Registi(1)
- Romeo Costantini, regista, sceneggiatore e scenografo italiano (Roma, n. 1949)

## Registi teatrali(1)
- Romeo Castellucci, regista teatrale e scenografo italiano (Cesena, n. 1960)

## Scultori(3)
- Romeo Cristani, scultore italiano (Verona, n. 1855 - Verona, † 1920)
- Romeo Gregori, scultore italiano (Carrara, n. 1900 - Roma, † 1940)
- Romeo Pazzini, scultore, pittore e ceramista italiano (Verrucchio, n. 1855 - † 1942)

## Stilisti(1)
- Romeo Gigli, stilista italiano (Castel Bolognese, n. 1949)

## Velocisti(1)
- Romeo Neri, velocista, ginnasta e allenatore di ginnastica artistica italiano (Rimini, n. 1903 - Rimini, † 1961)

## Vescovi cattolici(1)
- Romeo Duetao Convocar, vescovo cattolico filippino (Janiuay, n. 1970)

## Senza attività specificata(2)
- Romeo Gontineac, allenatore di rugby a 15 e ex rugbista a 15 rumeno (Hlipiceni, n. 1973)
- Romeo Ottaviani, italiano (Roma, n. 1877 - Roma, † 1910)